# Nello Pazzafini
Nello Pazzafini (eigentlich Giovanni Pazzafini; * 15. Mai 1934 in Rom; † 7. Januar 1996 in Lido di Ostia, Rom) war ein italienischer Schauspieler.

## Leben
Pazzafini war zunächst Fußballspieler (beim Viertligisten Unione Sportiva Sansepolcro und bei Aquila Montevarchi), dann Leibwächter, später – nach dem 1958 beginnenden Besuch einer damals neu eröffneten Schule – Stuntman, und wurde bald in kleineren Rollen eingesetzt. Bis zum Ende seiner Karriere spielte er in mehr als 200 Filmen und gelegentlichen Fernsehrollen des italienischen Genrekinos – meist brutale, unsympathische Charaktere in Dutzenden von v. a. Sandalenfilmen, Italo-Western und Kriminalfilmen. Dabei wurde er unter zahlreichen Pseudonymen gelistet.
Eine lebenslange Freundschaft verband ihn mit Giuliano Gemma. Pazzafini starb infolge einer Diabetes-Erkrankung.

## Filmografie (Auswahl)
- 1961: Die Irrfahrten des Herkules (Goliath contro i giganti)
- 1961: Der Kampf um Troja (La guerra di Troia)
- 1962: Germanicus in der Unterwelt (Maciste contro i mostri)
- 1962: Robin Hood – Der Löwe von Sherwood (Il trionfo di Robin Hood)
- 1963: Der Stärkste unter der Sonne (Maciste l'eroe più grande del mondo)
- 1963: Maciste gegen die Kopfjäger (Maciste contro i cacciatori di teste)
- 1963: Samson und die weißen Sklavinnen (Sansone contro i pirati)
- 1964: Herkules – Rächer von Rom (Ercole contro Roma)
- 1964: Samson gegen die Korsaren des Teufels (Sansone contro il corsaro nero)
- 1964: Der Todesfluch der brennenden Hexe (I lunghi capelli della morte)
- 1965: Ein Loch im Dollar (Un Dollaro bucato)
- 1965: Adios Gringo (Adiós gringo)
- 1966: Arizona Colt (Arizona Colt)
- 1966: Das Finale liefert Zorro (Zorro il ribelle)
- 1966: Tampeko – Ein Dollar hat zwei Seiten (Per pochi Dollari ancora)
- 1966: Willkommen, Mister B. (A Man Could Get Killed)
- 1967: Der Gehetzte der Sierra Madre (La resa dei conti)
- 1967: Sein Wechselgeld ist Blei (I giorni della violenza)
- 1967: Stirb oder töte (Killer calibro 32)
- 1967: Der Tod zählt keine Dollar (La morte non conta i dollari)
- 1967: Das Todeslied von Laramie (Sette pistole per un massacro)
- 1967: Wanted (Wanted)
- 1967: Von Angesicht zu Angesicht (Faccia a faccia)
- 1968: Ich bin ein entflohener Kettensträfling (Vivo per la tua morte)
- 1968: Killer adios (Killer, adios)
- 1968: Lauf um dein Leben (Corri uomo corri)
- 1968: Il pistolero segnato da Dio
- 1968: Ringo, such dir einen Platz zum Sterben (Joe… cercati un posto per morire!)
- 1968: Die Stunde der Aasgeier (Carogne si nasce)
- 1969: Königstiger vor El Alamein (La battaglia di El Alamein)
- 1969: Die Rechnung zahlt der Bounty-Killer (La morte sull’alta collina)
- 1970: Django und Sabata – wie blutige Geier (C’è Sartana… vendi la pistola e comprati la bara)
- 1971: Bratpfanne Kaliber 38 (…e alla fine lo chiamarono Jerusalem l’implacabile)
- 1971: Der Clan, der seine Feinde lebendig einmauert (Confessione di un commissario di polizia al procuratore della repubblica)
- 1971: Django – Der Tag der Abrechnung (Quel maledetto giorno della resa dei conti)
- 1971: Der feurige Pfeil der Rache (L’arciere di fuoco)
- 1971: Ein Hallelujah für Camposanto (Gli fumavano le colt… lo chiamavano Camposanto!)
- 1972: Beichtet Freunde, Halleluja kommt (Il West ti va stretto, amico… è arrivato Alleluja)
- 1972: Ben und Charlie (Amico, stammi lontano almeno un palmo)
- 1972: Ein Halleluja für Spirito Santo (Un oomo avvisato mezzo ammazzato… Parola di Spirito Santo)
- 1972: Ein Hosianna für zwei Halunken (Trinità e Sartana figli di…)
- 1972: Das Rätsel des silbernen Halbmonds (Sette orchidee macchiate di rosso)
- 1973: Ci risiamo, vero Provvidenza?
- 1973: Kennst Du das Land, wo blaue Bohnen blüh’n? (Lo chiamavano Tresette… giocava sempre col morto)
- 1973: Sie nannten ihn Plattfuß (Piedone lo sbirro)
- 1973: Vier Fäuste schlagen wieder zu (Carambola)
- 1974: Der Berserker (Milano odia: la polizia non può sparare)
- 1974: Dicke Luft in Sacramento (Di Tresette ce n’è uno, tutti gli altri son nessuno)
- 1975: Africa Express
- 1975: Das größte Rindvieh weit und breit (Fantozzi)
- 1975: Supermänner gegen Amazonen (Superuomini, superdonne, superbotte)
- 1975: Whisky und die Goldgräber (La spacconata)
- 1975: Zwei irre Typen mit ihrem tollen Brummi (Simone e Matteo: Un gioco da ragazzi)
- 1976: Cop Hunter (Italia a mano armata)
- 1977: Der Tollwütige (La belva col mitra)
- 1978: Convoy Busters (Un poliziotto scomodo)
- 1978: Sie nannten ihn Mücke (Lo chiamavano Bulldozer)
- 1978: Der Superbulle räumt die Wüste auf (Il figlio dello sceicco)
- 1979: Ein Mann auf den Knien (Un uomo in ginocchio)
- 1980: Das Syndikat des Grauens (Luca il contrabbandiere)
- 1980: Noch ein Käfig voller Narren (La cage aux folles II)
- 1981: Wettlauf nach Bombay (TV-Vierteiler)
- 1982: Banana Joe
- 1982: Ein pikantes Geschenk (Le cadeau)
- 1983: Endgame – Das letzte Spiel mit dem Tod (Endgame – Bronx lotta finale)
- 1983: Er – Stärker als Feuer und Eisen (La guerra del ferro – Ironmaster)
- 1983: Ator II – Der Unbesiegbare (Ator 2 – L'invincibile Orion)
- 1984: Sklavin für einen Sommer (L’alcova)
- 1984: Vier Fäuste gegen Rio (Non c’è due senza quattro)